# Wayne Ellington
Wayne Ellington (Wynnewood, Pennsylvania, 29. listopada 1987.) američki je profesionalni košarkaš. Igra na poziciji bek šutera, a trenutačno je član NBA momčadi Minnesota Timberwolvesa. Izabran je u 1. krugu (28. ukupno) NBA drafta 2009. od strane istoimene momčadi. 

## Srednja škola
Ellington je pohađao srednju školu The Episcopal Academy u Merionu, u saveznoj državi Pennsylvania. Ukupno je u svojoj srednjoškolskoj karijeri postigao 2.211 poena. 1.756 poena za The Episcopal Academy i 455 poena za srednju školu Daniel Boone High School u Birdsborou, također u saveznoj državi Pennsylvania. Na posljednjoj godini prosječno je postizao 21,9 poena, 8,3 skoka i 3,2 asistencije po utakmici. Predvodio je Episcopal Academy do ukupnog omjera 52-7 u svojoj trećoj i četvrtoj godini. Također je u posljednje dvije godine odveo školu do naslova prvaka Inter-Academic League (što je zamjena za njihovo državno prvenstvo) i ukupnog omjera 20-0.

## Sveučilište
Lawson je odlučio igrati za Tar Heelse na sveučilištu Sjeverne Karoline u Chapel Hillu. U svojoj freshman sezoni odigrao je 38 utakmica i postizao 11,7 poena po utakmici. Izabran je u ACC All-Tournament momčad 2007. godine. Sezonu je završio gorkim porazom Tar Heelsa u susretu protiv Georgetowna. Ellington je imao šansu za da odvede svoju momčad do pobjede u osnovnom dijelu, ali promašio je tricu u posljednjoj sekundi utakmice. Na drugoj godini, Ellington je popravio rubriku u koševima i postao jednim od ključnih igrača Tar Heelsa u odlučujućim trenucima utakmice. 6. siječnja 2006. protiv sveučilišta Clemson ubacio je 36 poena, uključujućih tricu za pobjedu 90:88, 0:00.4 sekunde prije kraja produžetka. Međutim, sezonu je ponovo završio u lošem stilu. U polufinalu NCAA lige protiv Kansas Jayhawksa, Ellington je ubacio 18 poena, ali šutirajući loših 1/9 za tricu, te je njegova momčad ispala iz daljnjeg natjecanja. 
Nakon što se prijavio na NBA draft 2008. godine, Ellington je ostankom najboljih igrača Ty Lawsona, Dannyja Greena i Tylera Hasnbrougha ipak povukao svoju prijavu i ostao još jednu godinu na sveučilištu. Na trećoj godini pomogao je Tar Heelsima osvojiti naslov NCAA prvaka, pobijedvši u finalu Michigan State 89:72. U finalu je ubacio 19 poena od toga 17 u prvom poluvremenu. Izabran je u All-Tournament momčad i proglašen za najboljeg igrača završnog turnira. Nakon završetka sezone odlučio se prijaviti na draft. 

## NBA
Izabran je kao 28. izbor NBA drafta 2009. od strane Minnesota Timberwolvesa. 11. srpnja 2009. potpisao je ugovor s momčadi koja ga je birala na draftu. Ellington će kao rookie dobiti najmanje 836 tisuća američkih dolara.

## Vanjske poveznice
- Profil na ESPN.com
- Profil na NBADraft.net